# XCircuit
XCircuit ist eine freie Software zur schematischen Darstellung von Stromkreisen und ermöglicht es, diese als PostScript- oder SPICE-Dateien zu speichern. XCircuit ist sowohl unter unixartigen Betriebssystemen als auch unter Windows lauffähig, setzt aber einen X-Server voraus.
Es wurde 1993 von Tim Edwards an der Johns-Hopkins-Universität in Laurel als Zeichenprogramm für den Elektrotechnikunterricht entwickelt. Heute wird XCircuit größtenteils zu Präsentationszwecken und zur Entwurfsautomatisierung eingesetzt.